# Велио, Осип Осипович
Барон Осип Осипович или Иосиф Иосифович Велио (1795—1867) — генерал от кавалерии в Русской императорской армии, комендант Нарвы и Царского Села, мемуарист.

## Биография
Осип Осипович Велио родился в Петербурге 24 января 1795 года, в семье придворного банкира португальского происхождения, барона Иосифа Вельо (1755—1802) и Софьи Ивановны Севериной (1770—1839), дочери гамбургского купца.
Образование получил в Главном немецком училище (Петришуле), где учился с 1807 по 1812 год. В 1804 году О. Велио был зачислен канцеляристом в Экспедицию государственных доходов, где числился "в отпуску до окончания наук".
26 февраля 1813 года вступил на военную службу подпоручиком в Казанский драгунский полк и принял участие в походе русской армии в Пруссию и во Францию. 6 июля был прикомандирован к лейб-гвардии Конному полку, а 28 сентября 1813 года переведён в этот полк корнетом.
За отличие при Кульме награждён орденом св. Анны 3-й степени и особым прусским знаком ордена Железного креста. Затем он был в сражениях под Лейпцигом и Бриенном. За участие в разгроме французской гвардии при Фер-Шампенуазе получил орден св. Владимира 4-й степени с бантом. После этого боя он был назначен адъютантом к генералу Андреевскому и завершил своё участие в войне против Наполеона штурмом Монмартрских высот под Парижем.
13 октября 1814 года вернулся в полк и в 1822 году произведён в ротмистры, а 25 июля 1825 года получил чин полковника, командовал в полку 2-м эскадроном.
Во время восстания декабристов Велио со своим эскадроном атаковал восставших, был ранен в правую руку выше локтя; медики эту руку ему вылечить не смогли и вынуждены были ампутировать. 15 декабря 1825 года был назначен флигель-адъютантом. С 11 января 1826 года был плац-майором Царского Села.
Во время русско-турецкой войны 1828—1829 года Велио находился в действующей на Дунае армии, принимал участие в нескольких сражениях и был комендантом захваченных крепостей Исакчи и Тульчи.
25 июня 1833 года Велио был произведён в генерал-майоры Свиты Его Императорского Величества и 6 октября того же года вновь зачислен в лейб-гвардии Конный полк. С 1834 года занимал должность коменданта крепости Нарва. 17 марта 1845 года произведён в генерал-лейтенанты и 2 мая следующего года назначен комендантом Царского Села. 25 марта 1862 года получил чин генерала от кавалерии.
Был удостоен звания генерала, состоящего при Особе Его Величества
Скончался 16 августа 1867 года, из списков исключён 27 августа. Похоронен в Санкт-Петербурге на Смоленском лютеранском кладбище.

## Семья
Жена — Екатерина Ивановна Альбрехт (1795—1884), дочь полковника лейб-гвардии Семёновского полка И. Л. Альбрехта и сестра К. И. Альбрехта. По словам современницы, баронесса Велио «была не красива собой, но была так умна и приятна в обхождении, что наружность её забывалась совсем. Ей бедной часто приходилось краснеть, когда её ворчливый, неприветливый и однорукий муж в известный час выпроваживал из дома гостей, хотя бы они были приглашены. Он требовал от жены, чтобы в половине одиннадцатого все огни в доме были погашены и так неучтиво выгонял своих гостей, что отнимал у них всякое желание посещать его дом». В 1838 году Екатерина Ивановна купила у своего брата имение Гомонтово, которое считалось одним из лучших в Петергофском уезде. В браке имели троих детей:
- Николай Осипович (1827—1865), коллежский советник, жена (с 2 июня 1854 года)[6] на Александре Романовне Эссен.
- Иван Осипович (1830—1899), действительный тайный советник, сенатор и член Государственного совета Российской империи.
- Эльминия (Герминия) Осиповна (1835—1917), фрейлина, переводчица и мемуаристка. С 1863 года замужем за генералом Иваном Андреевичем Лишиным (1835—1893), сыном А. Ф. Лишина.

## Награды
Среди прочих наград Велио имел ордена:
- Орден Святой Анны 3-й степени (1813 год)
- Кульмский крест (1813 год)
- Орден Святого Владимира 4-й степени с бантом (1814 год)
- Орден Святой Анны 2-й степени (1831 год)
- Орден Святого Георгия 4-й степени (3 декабря 1834 года, за беспорочную выслугу 25 лет в офицерских чинах, № 4934 по кавалерскому списку Григоровича — Степанова)
- Орден Святого Владимира 3-й степени (1838 год)
- Орден Святого Станислава 1-й степени (1842 год)
- Орден Святой Анны 1-й степени (1848 год, императорская корона к этому ордену пожалована в 1850 году)
- Орден Святого Владимира 2-й степени с мечами (1856 год)
- Орден Белого орла (1860 год)
- Орден Святого Александра Невского (23 апреля 1867 года)